# Pararhagadochir flavicollis
Pararhagadochir flavicollis is een insectensoort uit de familie Archembiidae, die tot de orde webspinners (Embioptera) behoort. De soort komt voor in Bolivia.
Pararhagadochir flavicollis is voor het eerst wetenschappelijk beschreven door Enderlein in 1909.